# (136617) 1994 CC
(136617) 1994 CC est un astéroïde Apollon découvert par Jim Scotti, du programme Spacewatch, le 3 février 1994. Il s'agit d'un système triple : l'astéroïde principal possède deux petites lunes.

## Astéroïde principal

### Caractéristiques
(136617) 1994 CC mesure environ 650 m de long.
Il a une forme ovoïde.

## Orbite
1994 CC suit une orbite fortement excentrique (0,417) et faiblement inclinée (4,683°). Au périhélie, il est juste à l'intérieur de l'orbite terrestre, ce qui en fait un objet de type Apollon ; à l'aphélie, il est largement à l'extérieur de l'orbite de Mars.

## Satellites

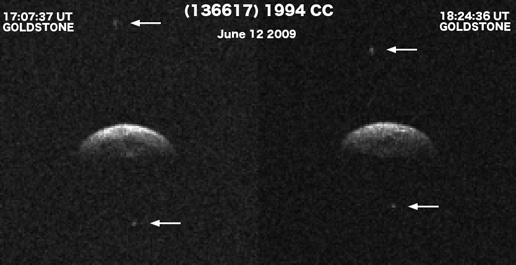
Images radar de 1994 CC et de ses satellites, prises à deux moments différents.

1994 CC possède deux satellites, découverts en juin 2009 par imagerie radar au radar Goldstone, à un moment où l'astéroïde était proche de la Terre (2,52 millions de km).
Le satellite le plus proche de 1994 CC, S/2009 (136617) 1,  mesure environ 50 m de diamètre et orbite à 500 m de distance. Le deuxième, S/2009 (136617) 2,  mesure environ 100 m de diamètre et orbite à 1,2 km de distance.
1994 CC est le deuxième système triple connu parmi la population des astéroïdes géocroiseurs, avec (153591) 2001 SN263. D'autres systèmes de ce genre sont connus à l'intérieur de la ceinture d'astéroïdes ou au-delà.